# Bălănești (okręg Neamț)
Bălănești – wieś w Rumunii, w okręgu Neamț, w gminie Bârgăuani. W 2011 roku liczyła 484 mieszkańców.